# Renaissance Sportive de Berkane
O Renaissance Sportive de Berkane é um clube de futebol com sede em Berkane, Marrocos. A equipe compete no Campeonato Marroquino de Futebol.
Fundado em 1978, o clube tradicionalmente usa um uniforme laranja desde o início. O RS Berkane é um clube conhecido pelo sucesso de sua seção de futebol, muito popular dentro e fora do país. O Berkane se estabeleceu como uma grande força no futebol marroquino e africano.
No futebol nacional, o clube ganhou 3 troféus; 3 Copa do Trono. Em competições internacionais, o Berkane ganhou 4 troféus; três títulos da Copa das Confederações da CAF e um título da Supercopa da CAF. O Berkane também é um dos clubes marroquinos mais bem-sucedidos do século XXI, e é o 3º clube marroquino mais coroado na África, com 3 títulos em competições oficiais.

## História
O clube foi fundado em 1938.Em 1953, foi criada uma equipe movida pelo nacionalismo. Foi chamada de Union Sportive Musulmane de Berkane (USMB). Mas isso não durou, após uma crise que eclodiu em 1955.

## Títulos
| CONTINENTAIS | CONTINENTAIS                  | CONTINENTAIS | CONTINENTAIS        |
|              | Competição                    | Títulos      | Temporadas          |
| ------------ | ----------------------------- | ------------ | ------------------- |
|              | Copa das Confederações da CAF | 3            | 2020, 2022, 2024–25 |
|              | Supercopa da CAF              | 1            | 2022                |
| NACIONAIS    |                               |              |                     |
|              | Competição                    | Títulos      | Temporadas          |
|              | Taça do Trono                 | 3            | 2018, 2021, 2022    |

### Campanhas de destaques
- Copa das Confederações da CAF

Vice-Campeão : 2019.
- Botola

Vice-Campeão : 1983.
Terceiro colocado : 2020.
- Taça do Trono

Vice-Campeão : 1987, 2014.

## Treinadores
- Bertrand Marchand (2012–2013)
- Umberto Barberis (2013)
- Youssef Lemrini (2013–2017)
- Mounir Jaouani (2017-2019)
- Tarik Sektioui (2019-2021)
- Juan Pedro Benali (2021)
- Florent Ibengé (2021-2022)
- Abdelhak Benchikha (2022)
- Amine El Karma (2022-2024)
- Mouin Chaâbani (2024-)